# Мотрохов, Александр Никанорович
Александр Никанорович Мотрохов — советский военный деятель, доктор военных наук, контр-адмирал.

## Биография
Родился в 1919 году в деревне Ёлхино, Юрьевецкий уезд, Обжерихинская волость. Член КПСС.
Окончил ВВМУ им. М. В. Фрунзе (1941), Высшие специальные офицерские классы ВМФ (1943), Военно-морскую академию (1953).
Участник Великой Отечественной войны, служил на кораблях Северного флота, с 1944 года начальник штаба дивизиона тральщиков
С 1945 года — на военной службе и научной работе в ВМФ.
В 1947—1953 гг. — помощник флагманского штурмана Черноморского флота.
В 1953—1960 гг. — флагманский штурман Черноморского флота.
В 1957 году два эскадренных миноносца «Бурливый» и «Бесследный» из Чёрного моря начали движение к Порт-Саиду, направляясь на Дальний Восток на ТОФ. Походный штаб отряда эсминцев возглавлял капитан 1 ранга А. Н. Мотрахов, до этого, выполняя функции флагманского штурмана, он неоднократно участвовал в дальних походах.
В 1960—1973 гг. — главный штурман ВМФ.
В 1973—1990 гг. — заместитель начальника Главного управления навигации и океанографии МО СССР.
C 1980 годов — в запасе.
Умер в 1998 году.